# 伊法利克環礁

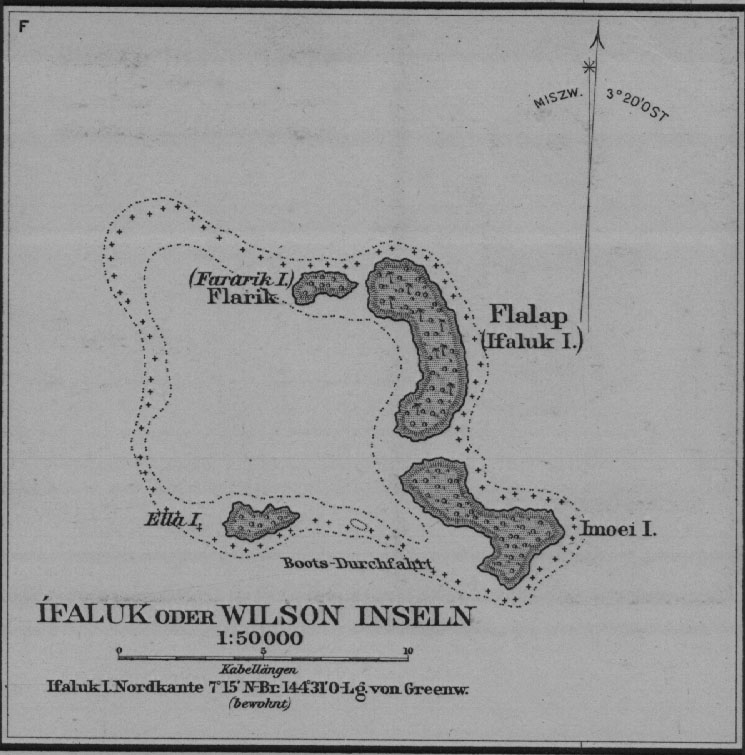

伊法利克環礁是西太平洋島國密克羅尼西亞聯邦的環礁，屬於加羅林群島的一部分，位於沃萊艾環礁以東約40公里，由4個島嶼組成，土地面積1.47平方公里，潟湖面積2.43平方公里，最高點海拔高度2米，2000年人口561。

## 外部連結
- Entry at Oceandots.com（页面存档备份，存于）